# (38529) 1999 UR6
1999 UR6 (asteroide 38529) é um asteroide da cintura principal. Possui uma excentricidade de 0.10637740 e uma inclinação de 1.10099º.
Este asteroide foi descoberto no dia 29 de outubro de 1999 por Beijing Schmidt CCD Asteroid Program em Xinglong.